# Epilobium lanceolatum
Epilobium lanceolatum là một loài thực vật có hoa trong họ Anh thảo chiều. Loài này được Sebast. & Mauri mô tả khoa học đầu tiên năm 1818.

## Hình ảnh

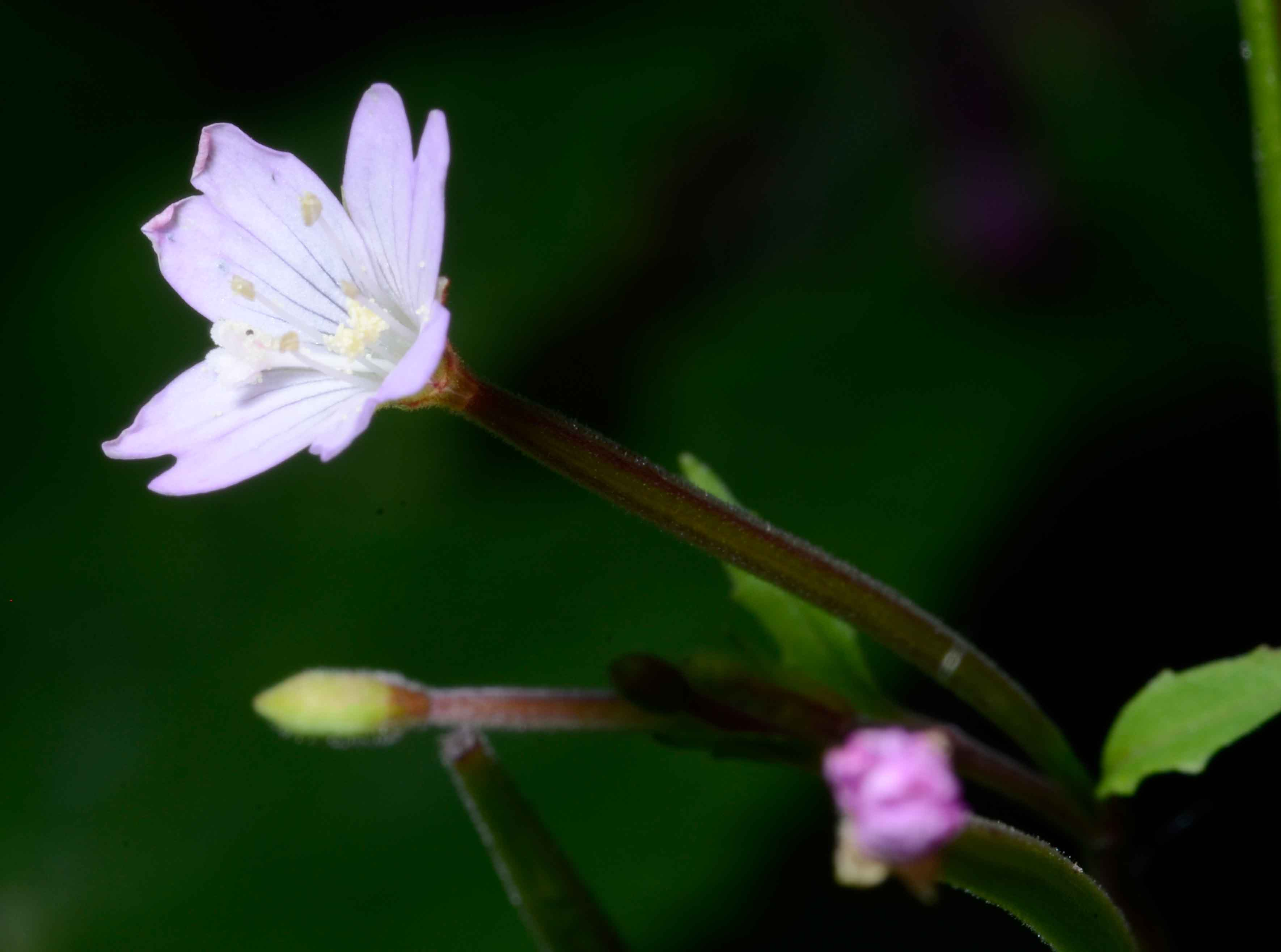
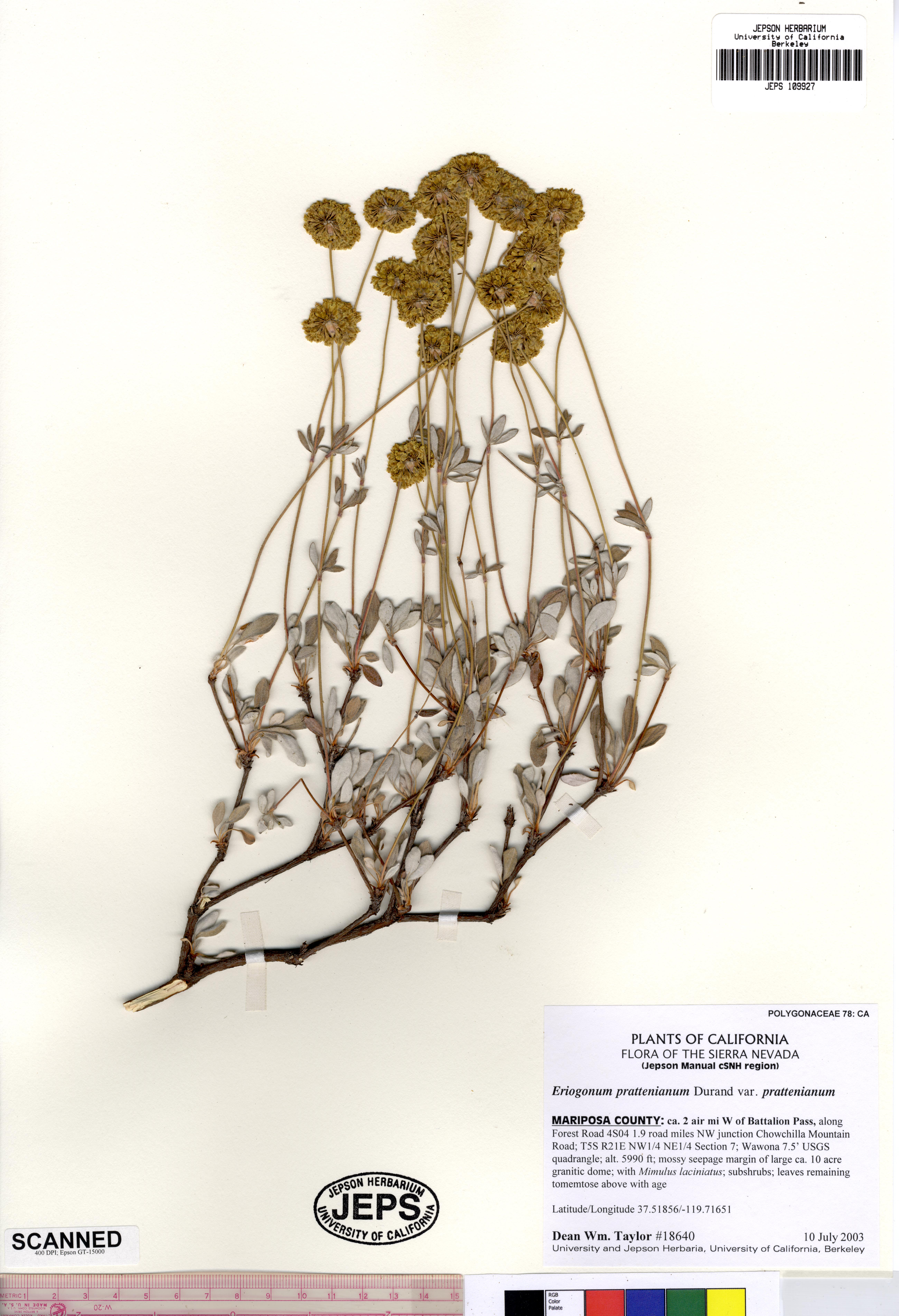
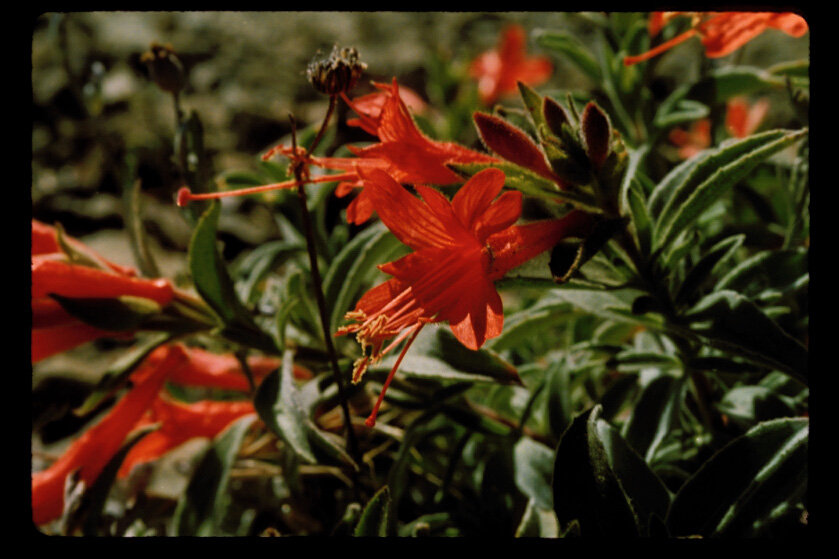
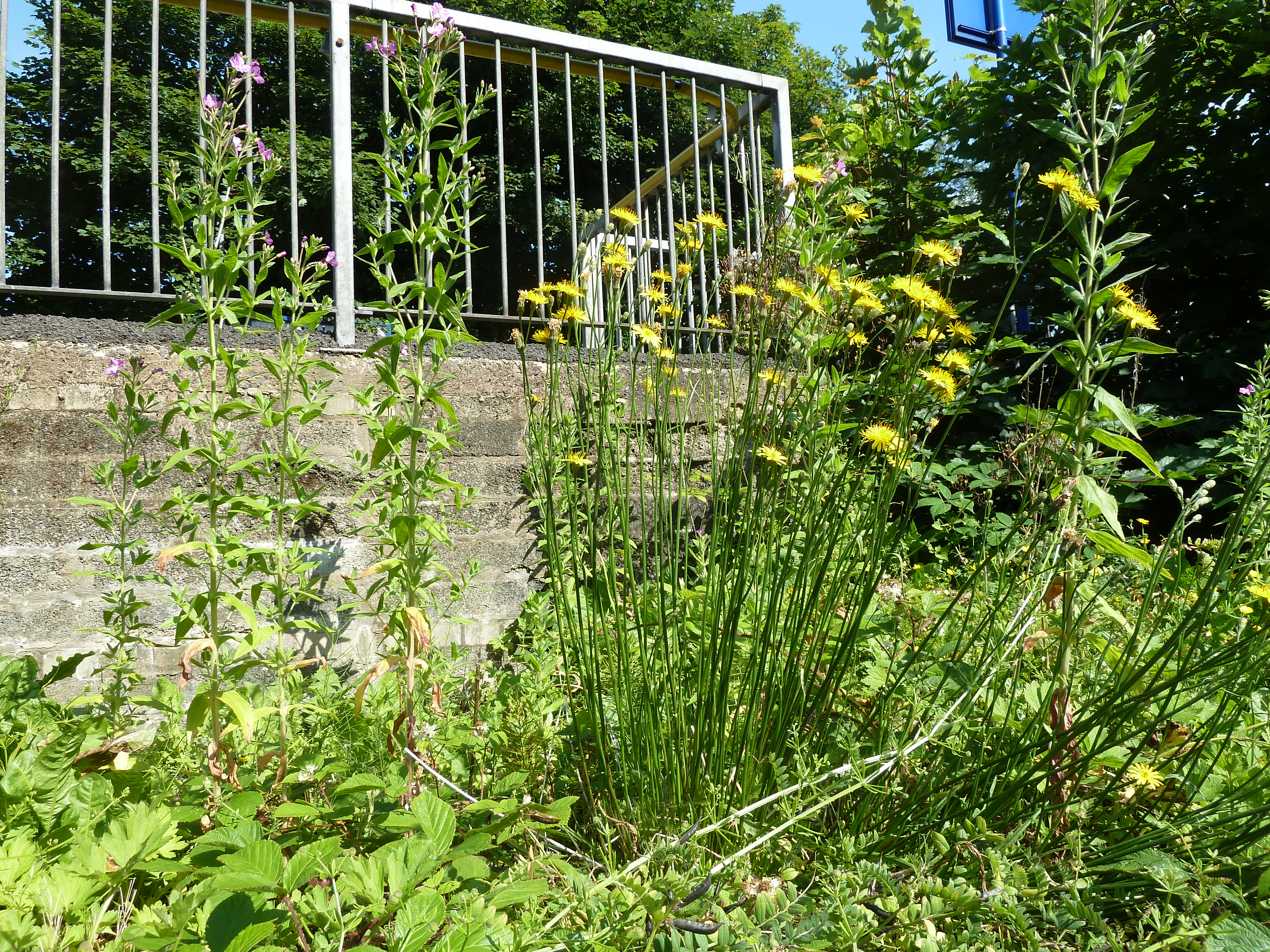